# Nyíregyháza
Nyíregyháza (maghiară: [ˈɲiːrɛɟhaːzɒ] ⓘ (în slovacă Níreďháza, în ruteană și ucraineană Ньїредьгаза) este un oraș industrial din nord-estul Ungariei, situat la echidistanță, de 70 km, de Slovacia, de Ucraina și de România. Se află în districtul Nyíregyháza, județul Szabolcs-Szatmár-Bereg, Ungaria. Ca reședință de județ, este unul dintre cele 23 de municipii (orașe cu statut de județ) ale țării. Are o populație de 115.889 de locuitori și o suprafață de 274,46 km².

## Demografie
Componența etnică a municipiului Nyíregyháza
     Maghiari (95,21%)
     Romi (2,04%)
     Necunoscut (0,75%)
     Alții (2,01%)
Componența confesională a municipiului Nyíregyháza
     Romano-catolici (21,69%)
     Reformați (16,97%)
     Fără religie (13,93%)
     Greco-catolici (11%)
     Luterani (7,24%)
     Atei (1,12%)
     Necunoscută (27,89%)
     Alte religii (1,91%)
Conform recensământului din 2010, orașul Nyíregyháza avea 115.889 de locuitori. Din punct de vedere etnic, majoritatea locuitorilor (95,21%) erau maghiari, cu o minoritate de romi (2,04%). Apartenența etnică nu este cunoscută în cazul a 0,75% din locuitori. Nu există o religie majoritară, locuitorii fiind romano-catolici (21,69%), reformați (16,97%), persoane fără religie (13,93%), greco-catolici (11,0%), luterani (7,24%) și atei (1,12%). Pentru 27,89% din locuitori nu este cunoscută apartenența confesională.
Componența etnică a municipiului Nyíregyháza în 1881. 
     Maghiari (56,15%)
     Slovaci (36%)
     Germani (1,61%)
     Alții (6,23%)
În anul 1881 la Nyíregyháza locuiau 24.102 de persoane, din care 13.534 maghiari, 8.678 slovaci, 389  germani și 1501 din alte etnii. 

## Personalități născute aici
- Zoltán Fábián (1926 - 1983), scriitor;
- Atanáz Orosz (n. 1960), episcop greco-catolic

## Orașe înfrățite
- Iserlohn, Germania
- Kajaani, Finlanda
- Prešov, Slovacia
- Quiryat Motzkin, Israel
- Rzeszów, Polonia din 20 septembrie 1996
- Satu Mare, România
- St Albans, Regatul Unit
- Ujhorod, Ucraina